# José Carabalí
José Joel Carabalí Prado, noto semplicemente come José Carabalí (Esmeraldas, 19 maggio 1997), è un calciatore ecuadoriano, centrocampista dell'Universitario.

## Caratteristiche tecniche
È un centrocampista difensivo.

## Carriera

### Club
Cresciuto nel settore giovanile dell'Everest, gioca nelle serie inferiori del campionato ecuadoriano con le maglie di Deportivo Unibolivar e Puerto Quito, con cui ottiene la promozione in prima divisione. Nel 2020 viene acquistato dall'Universidad Católica.

### Nazionale
Il 29 marzo 2021 debutta con la nazionale ecuadoriana giocando l'amichevole vinta 2-1 contro la Bolivia.

## Statistiche
Statistiche aggiornate al 30 marzo 2021.

### Presenze e reti nei club
| Stagione        | Squadra              | Campionato      | Campionato | Campionato | Coppe nazionali | Coppe nazionali | Coppe nazionali | Coppe continentali | Coppe continentali | Coppe continentali | Altre coppe | Altre coppe | Altre coppe | Totale | Totale | Totale |
| Stagione        | Squadra              | Comp            | Pres       | Reti       | Comp            | Pres            | Reti            | Comp               | Pres               | Reti               | Comp        | Pres        | Reti        | Pres   | Reti   |        |
| --------------- | -------------------- | --------------- | ---------- | ---------- | --------------- | --------------- | --------------- | ------------------ | ------------------ | ------------------ | ----------- | ----------- | ----------- | ------ | ------ | ------ |
| 2020            | Universidad Católica | A               | 19         | 2          |                 | -               | -               | CS                 | 1                  | 0                  |             | -           | -           | 20     | 2      |        |
| 2021            | Universidad Católica | A               | 5          | 0          |                 | -               | -               | CL                 | 4                  | 0                  |             | -           | -           | 9      | 0      |        |
| Totale carriera | Totale carriera      | Totale carriera | 24         | 2          |                 | -               | -               |                    | 5                  | 0                  |             | -           | -           | 29     | 2      |        |

### Cronologia presenze e reti in nazionale
| Cronologia completa delle presenze e delle reti in nazionale ― Ecuador | Cronologia completa delle presenze e delle reti in nazionale ― Ecuador | Cronologia completa delle presenze e delle reti in nazionale ― Ecuador | Cronologia completa delle presenze e delle reti in nazionale ― Ecuador | Cronologia completa delle presenze e delle reti in nazionale ― Ecuador | Cronologia completa delle presenze e delle reti in nazionale ― Ecuador | Cronologia completa delle presenze e delle reti in nazionale ― Ecuador | Cronologia completa delle presenze e delle reti in nazionale ― Ecuador |
| Data                                                                   | Città                                                                  | In casa                                                                | Risultato                                                              | Ospiti                                                                 | Competizione                                                           | Reti                                                                   | Note                                                                   |
| ---------------------------------------------------------------------- | ---------------------------------------------------------------------- | ---------------------------------------------------------------------- | ---------------------------------------------------------------------- | ---------------------------------------------------------------------- | ---------------------------------------------------------------------- | ---------------------------------------------------------------------- | ---------------------------------------------------------------------- |
| 29-3-2021                                                              | Quito                                                                  | Ecuador                                                                | 2 – 1                                                                  | Bolivia                                                                | Amichevole                                                             | -                                                                      |                                                                        |
| 8-6-2021                                                               | Quito                                                                  | Ecuador                                                                | 1 – 2                                                                  | Perù                                                                   | Qual. Mondiali 2022                                                    | -                                                                      | 65’                                                                    |
| 27-10-2021                                                             | Charlotte                                                              | Messico                                                                | 2 – 3                                                                  | Ecuador                                                                | Amichevole                                                             | -                                                                      | 65’                                                                    |
| Totale                                                                 |                                                                        | Presenze                                                               | 3                                                                      |                                                                        | Reti                                                                   | 0                                                                      |                                                                        |

## Palmarès

### Competizioni nazionali
- Coppa J.League: 1

Nagoya Grampus: 2024